# Constel·lació del Cigne
El Cigne (Cygnus) és una constel·lació de l'hemisferi nord. Era una de les 48 constel·lacions descrites per Claudi Ptolemeu en el seu Almagest. A vegades, entre els navegants és coneguda amb el nom de la Creu del Nord (en contraposició a la Creu del Sud, a l'hemisferi sud), car els seus estels formen una gran creu. A Catalunya es coneix popularment com a Creu de Caravaca (a la costa de Ponent) o Creu del Mal Lladre (a la costa de Llevant). L'au obre les seves ales sobre la Via Làctia, com si volàs cap al sud.

## Característiques
Una constel·lació molt gran, Cigne limita amb Cefeu al nord i a l'est, Dragó al nord i a l'oest, Lira a l'oest, Guineueta al sud, Pegàs al sud-est i Llangardaix a l'est. L'abreviatura de tres lletres de la constel·lació, adoptada per la IAU el 1922, és "Cyg". Els límits oficials de les constel·lacions, tal com els va establir l'astrònom belga Eugène Delporte el 1930, es defineixen com un polígon de 28 segments. En el sistema de coordenades equatorials, les coordenades de l'ascensió recta d'aquestes fronteres es troben entre 19h 07.3m  i 22h 02.3m , mentre que les coordenades de la declinació estan entre 27,73° i 61,36°. Cobrint 804 graus quadrats i al voltant de l'1,9% del cel nocturn, Cigne ocupa el lloc 16 de les 88 constel·lacions en mida.
Cigne culmina a la mitjanit del 29 de juny, i és més visible al vespre des de principis d'estiu fins a mitjans de tardor a l'hemisferi nord.
Normalment, Cigne es representa amb Delta i Epsilon Cygni com les seves ales. Deneb, el més brillant de la constel·lació es troba a la seva cua, i Albireo com a punta del seu bec.
Hi ha diversos asterismes a Cigne. A l'atles estel·lar del cartògraf celeste alemany Johann Bayer del segle XVII, l'Uranometria, Alpha, Beta i Gamma Cygni formen el pol d'una creu, mentre que Delta i Epsilon formen el feix transversal. Aleshores es considerava que la nova P Cygni era el cos de Crist.

## Trets notables

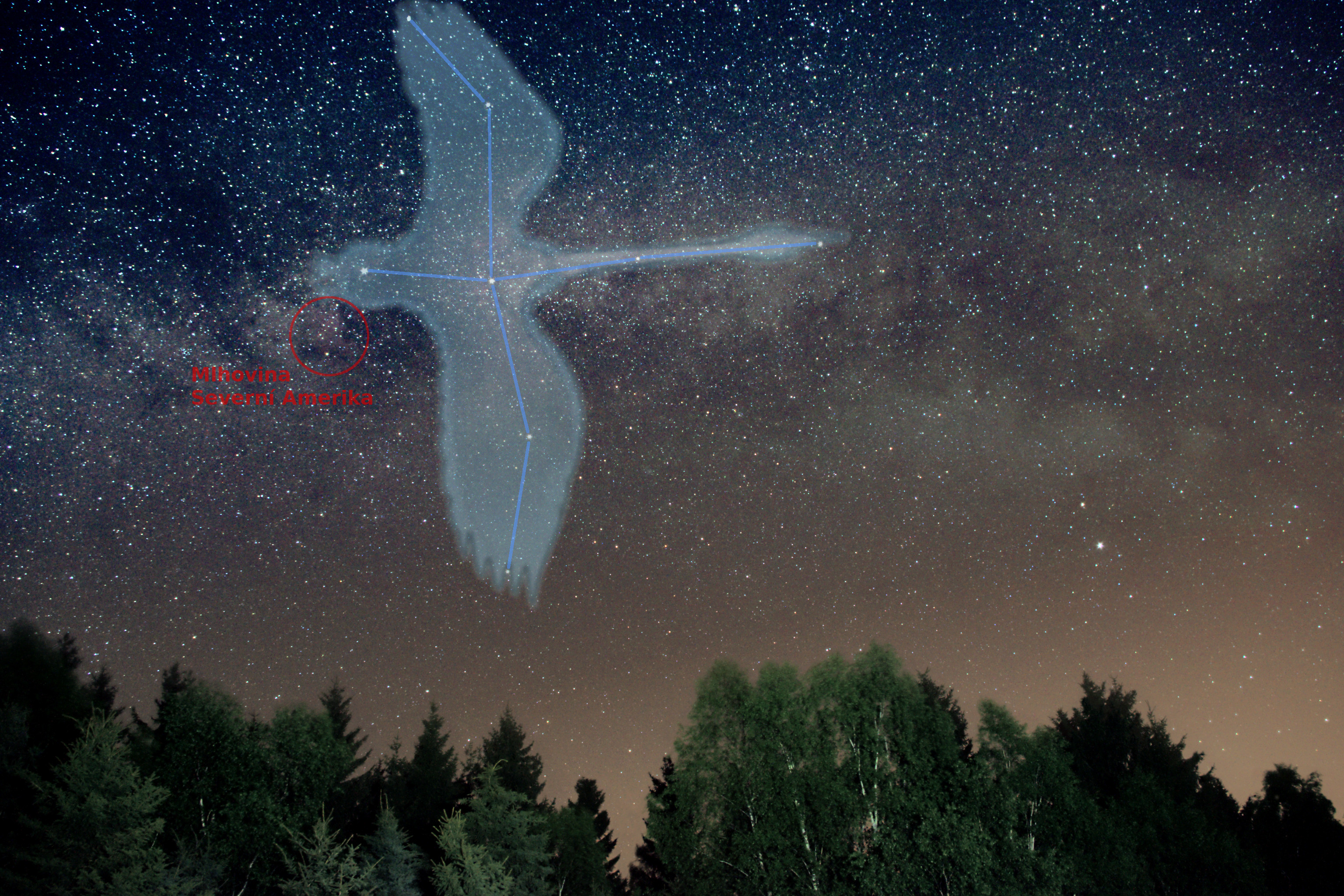
Cigne es superposa com a constel·lació d'estrelles principals sobre una foto de la secció corresponent del cel nocturn

Hi ha una gran quantitat d'objectes del cel profunds, amb molts cúmuls oberts, nebuloses de diversos tipus i restes de supernoves trobades a Cigne a causa de la seva posició a la Via Làctia.
Els seus núvols moleculars formen l'aparent constel·lació de nebulosa fosca de l'Rift del Cigne, que és un extrem de la part aparent de l'aparent Gran Rift al llarg del pla galàctic de la Via Làctia. La fractura comença amb característiques com el Northern Coalsack que enfosquia el més llunyà i gran en complex de núvols moleculars de Cigne de mida aparent del qual forma part la Nebulosa d'Amèrica del Nord.
Cigne conté molts estels brillants.

### Estrelles

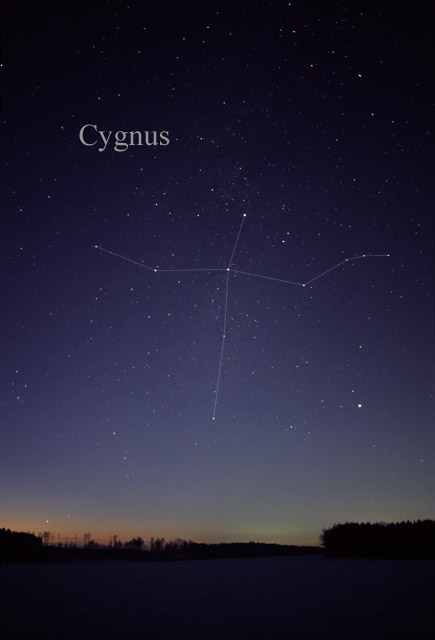
La constel·lació de Cigne vist a ull nu, amb la Creu del Nord al mig.

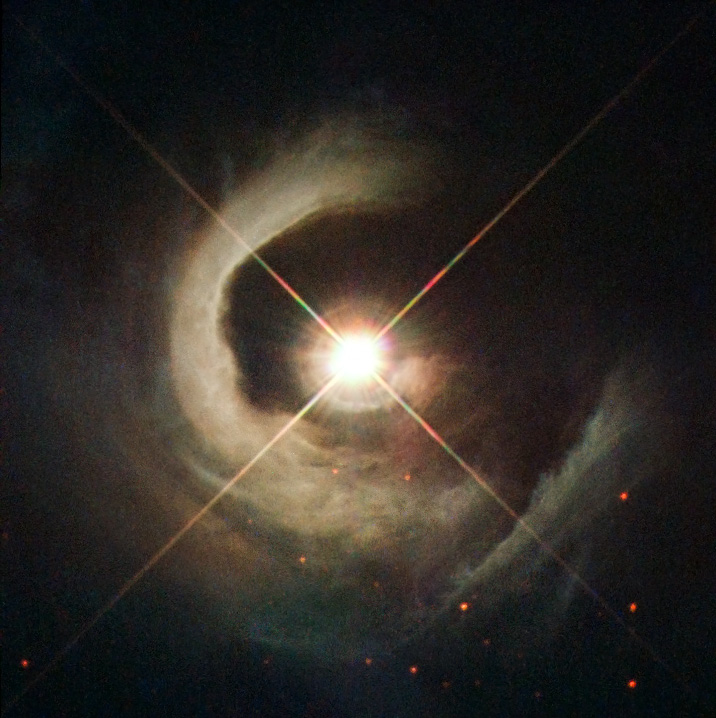
V1331 Cygni es troba al núvol fosc LDN 981.

Bayer va catalogar moltes estrelles de la constel·lació, donant-los la designació Bayer d'Alfa a Omega i després utilitzant lletres romanes minúscules a g. John Flamsteed va afegir les lletres romanes h, i, k, l i m (aquestes estrelles van ser considerades informes per Bayer ja que es trobaven fora de l'asterisme de Cigne), però Francis Baily les va deixar caure.
Deneb, α Cygni, és un estel molt brillant, prominent malgrat la distància (de 1.800 a 3.200 anys-llum), de la magnitud 1,25, és el 19è estel més brillant, i un dels estels visibles més llunyans de la Terra, 200 vegades més gran que el Sol, és un dels més grans que es coneixen, i acabarà en una supernova en un milió d'anys. La incertesa en la seva posició es deu a la incertesa en la paral·laxi per aquestes distàncies. La seva magnitud absoluta és a l'entorn de -8,7. Es troba a uns 2.600 anys llum de distància. Aquest supergegant blau forma la cua del cigne (Deneb és un nom àrab que vol dir la cua). La part de dalt de la Creu del Nord, i un dels vèrtexs de l'asterisme conegut com a Triangle d'Estiu conté Vega (α Lyrae) i Altair (α Aquilae).
Albireo, β Cygni, és el 'bec del cigne' (el seu nom prové d'un mot àrab que vol dir això mateix). És un dels estels dobles més bells, amb un estel daurat (de la magnitud 3,08) fàcilment distingible amb un petit telescopi del seu company blau (de la magnitud 5,11). El sistema es troba a 430 anys llum de distància i és visible amb prismàtics grans i amb tots els telescopis amateurs. Orbiten en 7.300 anys i la més brillant és ella mateixa doble, composta d'un gegant groc i d'un estel de seqüència principal molt a prop l'un de l'altre. L'estel blau gira ràpidament sobre si mateix, per la qual cosa està envoltat de gas que prové de la seva pròpia superfície.
Gamma Cygni, anomenada tradicionalment Sadr, és una estrella supergegant de color groc de magnitud 2,2, a 1800 anys llum de distància. El seu nom tradicional significa "pit" i fa referència a la seva posició a la constel·lació. Delta Cygni (el nom propi és Fawaris) és una altra estrella binària brillant a Cygnus, de 166 anys llum amb un període de 800 anys. La primària és una estrella gegant de color blau-blanc de magnitud 2,9, i la secundària és una estrella de magnitud 6,6. Els dos components són visibles en un telescopi amateur de mida mitjana. La cinquena estrella de Cygnus per sobre de la magnitud 3 és Aljanah, designat Epsilon Cygni. És una estrella gegant de color taronja de magnitud 2,5, a 72 anys llum de la Terra.
Hi ha diverses altres estrelles dobles i binàries més tènues a Cygnus. Mu Cygni és una estrella binària amb un component òptic terciari. El sistema binari té un període de 790 anys i es troba a 73 anys llum de la Terra. La primària i la secundària, totes dues estrelles blanques, tenen magnituds de 4,8 i 6,2, respectivament. El component terciari no relacionat és de magnitud 6,9. Tot i que el component terciari és visible amb els prismàtics, el primari i el secundari requereixen actualment un telescopi amateur de mida mitjana per dividir-se, com ho faran fins a l'any 2020. Les dues estrelles estaran més properes entre el 2043 i el 2050, quan requeriran un telescopi amb obertura més gran per dividir. Les estrelles 30 i 31 Cygni formen una estrella doble contrastada semblant a l'Albireo més brillant. Els dos són visibles amb binocles. La primària, 31 Cygni, és una estrella de color taronja de magnitud 3,8, a 1400 anys llum de la Terra. El secundari, 30 Cygni, té un aspecte blau verd. És de tipus espectral A5IIIn i de magnitud 4,83, i es troba a uns 610 anys llum de la Terra. 31 El mateix Cygni és una estrella binària; el component terciari és una estrella blava de magnitud 7,0. Psi Cygni és una estrella binària visible en petits telescopis amateurs, amb dos components blancs. El primari és de magnitud 5,0 i el secundari és de magnitud 7,5. 61 Cygni és una estrella binària visible amb prismàtics grans o amb un petit telescopi amateur. Es troba a 11,4 anys llum de la Terra i té un període de 750 anys. Tots dos components són estrelles nanes de color taronja (seqüència principal); el primari és de magnitud 5,2 i el secundari és de magnitud 6,1. 61 Cygni és important perquè Friedrich Wilhelm Bessel va determinar la seva paral·laxi el 1838, la primera estrella que tenia una paral·laxi coneguda.
A prop d'Eta Cygni es troba la font de raigs X Cygnus X-1, que ara es creu que és causada per un forat negre acumulant matèria en un sistema estel·lar binari. Aquesta va ser la primera font de raigs X que es creia que era un forat negre. Es troba a uns 2,2 quiloparsecs del Sol. També hi ha una estrella variable supergegant al sistema que es coneix com HDE 226868.

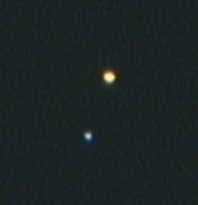
Les dues estrelles components d'Albireo es distingeixen fàcilment, fins i tot en un petit telescopi.

Cygnus també conté diverses altres fonts de raigs X notables. Cygnus X-3 és un microquàsar que conté una estrella Wolf–Rayet en òrbita al voltant d'un objecte molt compacte, amb un període de només 4,8 hores. El sistema és una de les fonts de raigs X intrínsecament més lluminoses observades. El sistema pateix esclats periòdics de naturalesa desconeguda, i durant un d'aquests esclats, es va descobrir que el sistema emetia muons, probablement causats per neutrins. Tot i que es creu que l'objecte compacte és una estrella de neutrons o possiblement un forat negre, és possible que l'objecte sigui, en canvi, un romanent estel·lar més exòtic, possiblement la primera estrella quark descoberta, hipòtesi a causa de la seva producció de raigs còsmics. això no es pot explicar si l'objecte és una estrella de neutrons normal. El sistema també emet raigs còsmics i gamma, i ha ajudat a donar informació sobre la formació d'aquests raigs. Cygnus X-2 és un altre binari de raigs X, que conté un gegant de tipus A en òrbita al voltant d'una estrella de neutrons amb un període de 9,8 dies. El sistema és interessant a causa de la massa més aviat petita de l'estrella acompanyant, ja que la majoria dels púlsars de mil·lisegons tenen companys molt més massius. Un altre forat negre de Cigne és V404 Cygni, que consisteix en una estrella de tipus K orbitant al voltant d'un forat negre d'unes 12 masses solars. S'ha plantejat la hipòtesi que el forat negre, similar al de Cygnus X-3, és una estrella de quarks. 4U 2129+ 47 és un altre binari de raigs X que conté una estrella de neutrons que pateix esclats, igual que EXO 2030+ 375.
Cigne també és la llar de diverses estrelles variables. SS Cygni és una nova nana que pateix esclats cada 7–8 setmanes. La magnitud total del sistema varia des de la 12a magnitud en el seu punt més tènue fins a la 8a magnitud en la seva més brillant. Els dos objectes del sistema estan increïblement junts, amb un període orbital de menys de 0,28 dies. Chi Cygni és una gegant vermella i la segona estrella variable Mira més brillant en el seu màxim. Oscil·la entre les magnituds 3,3 i 14,2, i els tipus espectrals S6,2e a S10,4e (MSe) durant un període de 408 dies; té un diàmetre de 300 diàmetres solars i es troba a 350 anys llum de la Terra. P Cygni és una variable blau lluminós que es va il·luminar sobtadament a la tercera magnitud l'any 1600 dC. Des de 1715, l'estrella és de 5a magnitud, tot i estar a més de 5.000 anys llum de la Terra. L'espectre de l'estrella és inusual perquè conté línies d'emissió molt fortes com a resultat de la nebulositat circumdant. W Cygni és una estrella variable semiregular gegant vermella, a 618 anys llum de la Terra. Té una magnitud màxima de 5,10 i una magnitud mínima de 6,83; el seu període de 131 dies. És una gegant vermella que oscil·la entre els tipus espectrals M4e-M6e(Tc:)III, NML Cygni és una estrella variable semi-regular hipergegant vermella situada a 5.300 anys llum de la Terra. És una de les estrelles més grans conegudes actualment de la galàxia amb un radi superior a 1.000 radis solars. La seva magnitud és d'uns 16,6, el seu període és d'uns 940 dies.
L'estrella KIC 8462852 (estel de Tabby) ha rebut una àmplia cobertura de premsa a causa de les inusuals fluctuacions de la llum.
Cigne és una de les constel·lacions que l'observatori espacial Kepler va estudiar en la seva recerca d'exoplanetes, i com a resultat, hi ha un centenar d'estrelles a Cigne amb planetes coneguts, la majoria de qualsevol constel·lació. Un dels sistemes més notables és el sistema Kepler-11, que conté sis planetes en trànsit, tots dins d'un pla d'aproximadament un grau. Era el sistema amb sis exoplanetes per descobrir. Amb un tipus espectral de G6V, l'estrella és una mica més fresca que el Sol. Els planetes estan molt a prop de l'estrella; tots menys l'últim planeta estan més a prop de Kepler-11 que Mercuri del Sol, i tots els planetes són més massius que la Terra i tenen densitats baixes. Els planetes tenen densitats baixes. L'estel visible a ull nu 16 Cygni, un estel triple a uns 70 anys llum de la Terra, composta de dos estels semblants al Sol i una nana vermella, conté un planeta que orbita una de les estrelles semblants al sol, trobada a causa de les variacions en la velocitat radial de l'estrella. Gliese 777, un altre sistema estel·lar múltiple d'ull nu que conté una estrella groga i una nana vermella, també conté un planeta. El planeta és una mica semblant a Júpiter, però amb una mica més de massa i una òrbita més excèntrica. El sistema Kepler-22 també destaca per tenir l'exoplaneta més semblant a la Terra quan es va descobrir el 2011.

### Altres estels
Un altre estel interessant és 61 Cygni. Aquest estel és un dels més pròxims al sistema solar, a 11,4 anys-llum.
Cygnus OB2 12 és un dels estels més lluminosos coneguts.
L'estel 16 Cygni B forma un sistema planetari extrasolar, amb un planeta confirmat d'1,5 vegades la massa de Júpiter.
També s'ha de dir que Cygnus conté nombrosos estels variables, entre aquests XX Cyg, i V508 Cyg.

##### Objectes de cel profund notables
A Cynus, a causa de la seva posició respecte a la Via Làctia, es troben molts cúmuls estel·lars i nebuloses. Hi ha els cúmuls oberts M29 i M39.
NGC 7000, la nebulosa Nord-amèrica, es troba un poc a l'est de Deneb. La seva semblança al continent es pot apreciar molt bé en les fotografies.
A prop de Sadr es troba Cynus A, una de les fonts de ràdio més potents que es coneixen. És una radiogalàxia resultat d'una explosió massiva o d'una col·lisió amb una altra galàxia.

## Història i mitologia

### A l'astronomia oriental i mundial
En l'hinduisme, el període (o Muhurta) entre les 4:24 i les 5:12 del matí s'anomena Brahmamuhurtha, que significa "el moment de l'Univers"; el sistema estel·lar en correlació és la constel·lació de Cigne. Es creu que aquest és un moment molt propici per meditar, fer qualsevol tasca o començar el dia.
A Polinèsia, Cigne era sovint reconegut com una constel·lació separada. A Tonga s'anomenava Tuula-lupe, i als Tuamotus s'anomenava Fanui-tai. A Nova Zelanda es deia Mara-tea, a les Illes de la Societat s'anomenava Pirae-tea o Taurua-i-te-haapa-raa-manu , i a les Tuamotus es deia Fanui-raro. Beta Cygni va ser nomenat a Nova Zelanda; probablement es deia Whetu-kaupo. Gamma Cygni s'anomenava Fanui-runga a les Tuamotus.
Deneb també era sovint un nom de pila, al món islàmic de l'astronomia. El nom Deneb prové del nom àrab dhaneb, que significa "cua", de la frase Dhanab ad-Dajājah, que significa "la cua de la gallina".

### En astronomia occidental

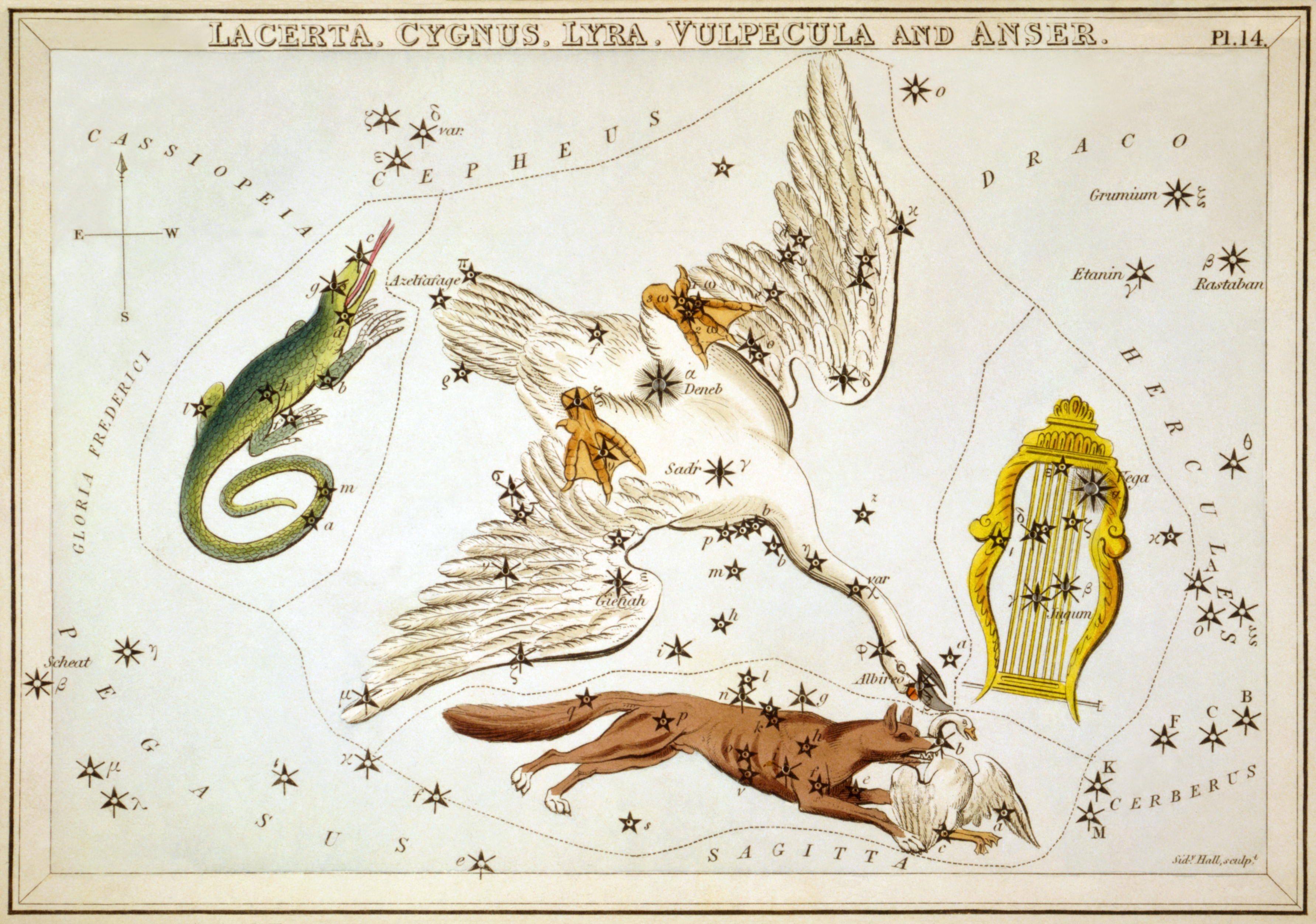
Cigne tal com es mostra a Urania's Mirror, un conjunt de cartes de constel·lacions publicades a Londres cap al 1825. Al seu voltant hi ha Llangardaix, Guineueta i Lira.

Descrita pels astrònoms grecs, aquesta constel·lació fou coneguda amb el nom de l'Au. Aquesta constel·lació pot representar moltes llegendes de la mitologia grega: segons una llegenda, el déu Zeus es transformà en un cigne per seduir Leda, per la qual cosa aquesta infantà els bessons i Helena de Troia. També podria representar Orfeu, metamorfosat en cigne després del seu assassinat i posat al cel que devora la seva Lira. Per acabar, també cal esmentar que, segons una altra faula, aquesta constel·lació representa el jove amant de Faetont. Faetont fou fulminat per Zeus quan perdé el control del carro del Sol, i caigué al riu Erídan, i el seu amant plorà tant que Zeus el transformà en una au aquàtica que porta el seu nom: Cigne. Els déus van quedar tan tocats per la devoció de Cigne que el van convertir en un cigne i el van situar entre les estrelles.
A les Metamorfosis d'Ovidi, hi ha tres persones anomenades Cignes, totes elles transformades en cignes. Al costat de Cigne, esmentat més amunt, esmenta un noi de Tempe que se suïcida quan Fil·lius es nega a donar-li un toro domesticat que ell exigeix, però es transforma en un cigne i s'envola. També esmenta un fill de Neptú que és un guerrer invulnerable a la Guerra de Troia que finalment és derrotat per Aquil·les, però Neptú el salva transformant-lo en un cigne.
Juntament amb altres constel·lacions d'aus prop del solstici d'estiu, Vultur cadens i Àguila, Cigne pot ser una part significativa de la origen del mite dels Ocells del llac Estimfal, un dels Els dotze treballs d'Hèrcules.
També fou designada amb el nom de Creu de Santa Helena pel monjo Julius Schiller el 1627, en l'època de la contrareforma, buscant la cristianització massiva del cel (la constel·lació de la Creu del Sud és contemporània).